# Márok
Márok is een plaats (község) en gemeente in het Hongaarse comitaat Baranya. Márok telt 529 inwoners (2001).